# Улица Катукова (Липецк)
У́лица Катуко́ва — магистраль в Октябрьском округе города Липецка. Проходит от площади Танкистов до Московской улицы. Пересекает улицы Меркулова, Стаханова и Кривенкова. Параллельно проходят улица Белана и проспект 60 лет СССР.
Улица образована 19 апреля 1983 года и названа в честь дважды Героя Советского Союза, маршала бронетанковых войск М. Е. Катукова. В начале улицы, на пересечении с проспектом Победы, создана площадь с памятником танкистам в центре. На памятнике надпись: «Монумент сооружён в честь формирования в Липецке весной 1942 года Первого танкового корпуса. Командовал корпусом, а затем Первой гвардейской танковой армией дважды Герой Советского Союза маршал бронетанковых войск М. Е. Катуков». Автор проекта памятника — В. Н. Кожухарин. С 2007 года она называется площадью Танкистов.
Улица застроена многоэтажными домами. В последние годы выросли два квартала на нечётной стороне — от улицы Меркулова до улицы Кривенкова. Жилые дома по нечётной стороне расположены в 26-м и 27-м микрорайонах, по чётной стороне — в 21-м, 22-м и 24-м микрорайонах Липецка.
В 2005 году на улице Катукова открылось троллейбусное движение.

Улица Катукова (на дальнем плане — гипермаркет «Карусель» и 26-й микрорайон)

Улица Катукова (перекрёсток с улицей Меркулова)

## Социальные доминанты
- гипермаркет «Карусель» (дом № 11) (до ноября 2008 — «Перекрёсток»)
- Центр научно-технического творчества детей и юношества (дом № 24)

## Промышленность
- Завод «Липецкмолоко» (дом № 1)
- Липецкая макаронная фабрика и хлебозавод № 5 компании «Липецкхлебмакаронпром» (дом № 40)

## Транспорт
На улице Катукова от площади Танкистов до улицы Меркулова ходит трамвай (маршруты № 1, 2 и 5). У дома № 4 создано трамвайное кольцо «21 микрорайон», которое ныне используется для разворота трамваев маршрута № 2. Кроме того, по улице Катукова на всём её протяжении ходили троллейбусы (маршруты № 6 и 8) и автобусы.
- к домам начала улицы — авт. 35, 37, 320, 323, 323а, 345, 378, ост.: «Памятник танкистам»; трам. 1, 2, 5; авт.
- к домам начала и середины улицы — трам. 1, 2, 5; авт. 7а, 8, 20 28, 352, 359, 379, ост. «Ул. Катукова»; ост. «Ул. Меркулова».
- к домам середины и конца улицы — авт. 8, 20, 24, 28, 306, 324, 346, 352, 359, 379 ост.: «Ул. Стаханова», «26 микрорайон».
- к домам конца улицы — авт. 7а, 8, 24, 324, 346, 347, 359, 379 ост.: «Ул. Кривенкова».
- к концу улицы —авт. 7, 7а, 8, 20, 24, 324, 330, 346, 347, 379 ост.: «Молочный комбинат», «Молодёжный парк».